# Zoborožec malajský
Zoborožec malajský (Anthracoceros malayanus) je druh zoborožce, který se vyskytuje v nížinatých pralesích Sundalandu. Samce lze rozpoznat pomocí mohutného slonovinově zbarveného zobáku s velkou přilbicí, zatímco samice má černý zobák s nízkou přilbicí a poměrně výrazným neopeřeným očním kroužkem.  

## Systematika
Zoborožce malajského formálně popsal v roce 1822 britský úředník Stamford Raffles pod názvem Buceros malayanus. Druhové jméno malayanus v latině znamená „malajský“. Druh se dnes řadí do rodu Anthracoceros. Jedná se o monotypický taxon.

## Výskyt
Areál rozšíření se rozprostírá po nížinatých pralesích Sundalandu. Konkrétně se vyskytuje v jižní části Malajského poloostrova, na Sumatře a Borneu. Objevuje se nejčastěji do 200 m n. m., někdy až do 600 m n. m. Místně může být poměrně běžný, celková populace však není známa.

## Popis

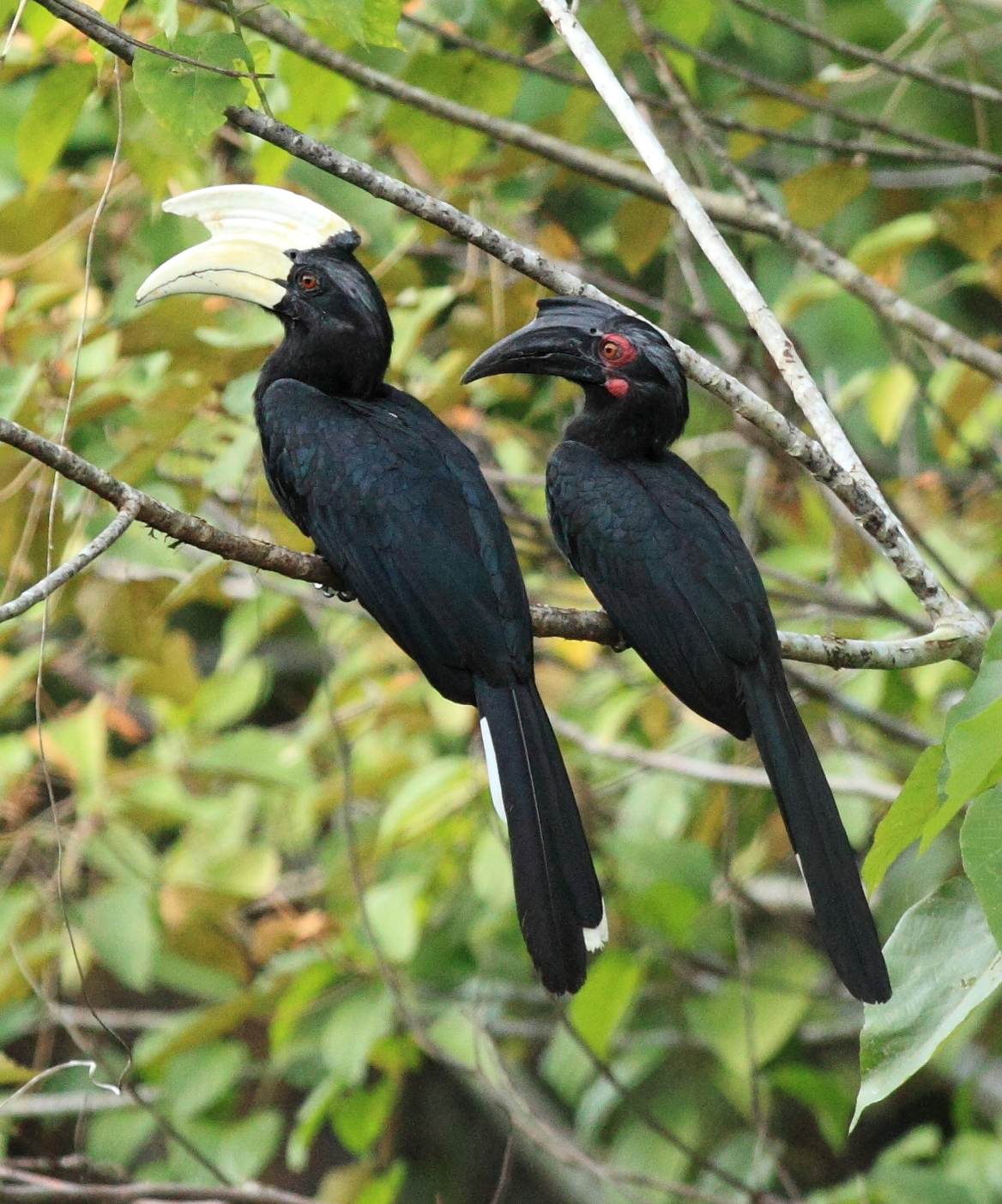
Samec (vlevo) a samice

Tento středně velký zoborožec dosahuje délky těla kolem 60–65 cm. Většina opeření samice i samce je černá. Všechna ocasní pera kromě dvou středních ocasních per mají bílé konce. U asi 85 % populace se od oka směrem k šíji táhne bílý, poměrný široký pruh. U zbývající části zoborožců je tento pruh tmavě šedý a je sotva viditelný. Samec má mohutný slonovinový zobák s velkou slonovinovou přilbicí a tmavým neopeřeným očním kroužkem. Samice má černý zobák s černou, méně výraznou přilbicí, oční kroužek je narůžovělý. Duhovky samce jsou tmavě červeného, u samice jsou červenohnědé.

## Biologie
Vyskytuje se typicky v páru, i když nedospělí jedinci se někdy sdružují do menších hejn. Živí se velkým ovocem bohatým na lipidy jako jsou fíky nebo plody stromů Cryptocaya ferea, Aglaia rubiginosa (Meliaceae) či Horsfieldia spp a Myristica spp. Na Borneu se žijí mj. plody stromů Polyalthia (Annonaceae), Aglaia a Myristica. Jídelníček si zpestřuje živočišnou stravou jako je větší hmyz, plazi, ptačí vejce nebo dokonce i letouni. Hlasový projev zahrnuje drsné, chraplavé, dlouhotrvající krákání a vrzání, které střídavě stoupá a klesá na intenzitě a hlasitosti.
Hnízdní v dutinách stromů vysoko nad zemí. Zdá se, že může zahnízdit v průběhu celého roku. V zajetí samice klade 2–3 vejce, inkubace trvá kolem 30 dní. V době inkubace i během pobytu mláďat na hnízdě zajišťuje samici i ptáčatům potravu samec.

## Ohrožení a početnost
Mezinárodní svaz ochrany přírody (IUCN) považuje zoborožce malajského za zranitelný druh. Důvodem je hlavně závislost druhu na nížinatém stálezeleném pralese, který je v areálu výskytu druhu rychle kácen. Zoborožec malajský do jisté míry dokáže tolerovat i sekundární les. Druh patrně čelí i tlaku místních lovců, kteří se nicméně primárně zaměřují na zoborožce štítnatého.